# Visual Studio Tools for Applications
Visual Studio Tools for Applications (VSTA) — набор инструментов, который даёт независимым поставщикам программного обеспечения (ISV) возможность настраивать автоматизацию и расширяемость своих приложений. Эти возможности могут использоваться конечными пользователями в рамках управляемых расширений.

## История
Microsoft анонсировала VSTA вместе с выпуском Visual Studio 2005. В апреле 2006 года была выпущена первая Community Technology Preview версия VSTA. Версия 1.0 была выпущена уже вместе с Office 2007. Текущей версией является Visual Studio Tools for Applications 2.0. Вторая версия Visual Studio Tools for Applications поддерживает модель динамического программирования и включает технологии WPF, WCF, WF, LINQ и NET 3.5.
VSTA входит в состав Office 2007 для использования конечными пользователями и разработчиками бизнес-приложений. Также отдельно для ISV доступен его SDK. Однако VSTA интегрирован только в InfoPath, так как в других приложениях Office вместо него используется Visual Basic for Applications.

## Архитектура
VSTA основан на .NET Framework и построен по той же архитектуре, что и Visual Studio Tools для Office (VSTO). «Visual Studio 2005 Tools for Applications» основан на .NET 2.0 framework и Visual Studio 2005. VSTA версии 2.0 основан на .NET 3.5 SP1 framework и Visual Studio 2008. Некоторые технологии, разработанные для «Visual Studio for Application» (VSA), включены в состав VSTA.

## Лицензирование
ISV, желающие интегрировать VSTA в свои приложения, должны оплатить лицензию, которая рассчитывается как 50$ за одного пользователя либо в виде отчисления 1%, 2% или 3% выручки от произведённого продукта.